# Théorie de Ghirardi-Rimini-Weber
 (mai 2021).
La mise en forme du texte ne suit pas les recommandations de Wikipédia : il faut le « wikifier ».
Les points d'amélioration suivants sont les cas les plus fréquents :
- Les titres sont pré-formatés par le logiciel. Ils ne sont ni en capitales, ni en gras.
- Le texte ne doit pas être écrit en capitales (les noms de famille non plus), ni en gras, ni en italique, ni en « petit »…
- Le gras n'est utilisé que pour surligner le titre de l'article dans l'introduction, une seule fois.
- L'italique est rarement utilisé : mots en langue étrangère, titres d'œuvres, noms de bateaux, etc.
- Les citations ne sont pas en italique mais en corps de texte normal. Elles sont entourées par des guillemets français : « et ».
- Les listes à puces sont à éviter, des paragraphes rédigés étant largement préférés. Les tableaux sont à réserver à la présentation de données structurées (résultats, etc.).
- Les appels de note de bas de page (petits chiffres en exposant, introduits par l'outil «  Source ») sont à placer entre la fin de phrase et le point final[comme ça].
- Les liens internes (vers d'autres articles de Wikipédia) sont à choisir avec parcimonie. Créez des liens vers des articles approfondissant le sujet. Les termes génériques sans rapport avec le sujet sont à éviter, ainsi que les répétitions de liens vers un même terme.
- Les liens externes sont à placer uniquement dans une section « Liens externes », à la fin de l'article. Ces liens sont à choisir avec parcimonie suivant les règles définies. Si un lien sert de source à l'article, son insertion dans le texte est à faire par les notes de bas de page.
- La présentation des références doit suivre les conventions bibliographiques. Il est recommandé d'utiliser les modèles {{Ouvrage}}, {{Chapitre}}, {{Article}}, {{Lien web}} et/ou {{Bibliographie}}. Le mode d'édition visuel peut mettre en forme automatiquement les références.
- Insérer une infobox (cadre d'informations à droite) n'est pas obligatoire pour parachever la mise en page.

Pour une aide détaillée, merci de consulter Aide:Wikification.
Si vous pensez que ces points ont été résolus, vous pouvez retirer ce bandeau et améliorer la mise en forme d'un autre article.
La théorie de Ghirardi-Rimini-Weber, ou théorie GRW, est une théorie de l'effondrement spontané en mécanique quantique, proposée en 1986 par Giancarlo Ghirardi, Alberto Rimini et Tullio Weber.

## Problème de mesure et effondrements spontanés
La mécanique quantique a deux principes dynamiques fondamentalement différents: l' équation de Schrödinger linéaire et déterministe et le postulat de réduction des paquets d'ondes non linéaire et stochastique. L'interprétation orthodoxe, ou interprétation de Copenhague de la mécanique quantique, postule un effondrement de la fonction d'onde à chaque fois qu'un observateur effectue une mesure. On est donc confronté au problème de définir ce que sont un «observateur» et une «mesure». Un autre problème de la mécanique quantique est qu'elle prévoit des superpositions d'objets macroscopiques, qui ne sont pas observées dans la Nature (voir le paradoxe du chat de Schrödinger ). La théorie ne dit pas où se situe le seuil entre les mondes microscopique et macroscopique, c'est-à-dire à quel moment la mécanique quantique devrait être remplacée par la mécanique classique . Les problèmes mentionnés ci-dessus constituent le problème de la mesure en mécanique quantique.
Les théories d'effondrement évitent le problème de mesure en fusionnant les deux principes dynamiques de la mécanique quantique dans une description dynamique unique. L'idée physique qui sous-tend les théories de l'effondrement est que les particules subissent des effondrements spontanés de la fonction d'onde, qui se produisent de manière aléatoire à la fois dans le temps (à une taux moyen donné) et dans l'espace (selon la règle de Born ). La dénomination  imprécise d '«observateur» et de «mesure» qui tourmente l'interprétation orthodoxe est ainsi évitée car la fonction d'onde s'effondre spontanément. De plus, grâce à un mécanisme dit «d'amplification» (discuté plus tard), les théories d'effondrement intègrent à la fois la mécanique quantique pour les objets microscopiques et la mécanique classique pour les objets macroscopiques.
GRW est la première théorie de l'effondrement spontané à avoir été conçue. Dans les années suivant sa création, le domaine s'est développé et différents modèles ont été proposés. Parmi eux, le modèle CSL, qui est formulé en termes de particules identiques; le modèle Diósi-Penrose,, qui relie l'effondrement spontané à la gravité; le modèle QMUPL, qui prouve des résultats mathématiques importants sur les théories d'effondrement; le modèle QMUPL coloré,,,, le seul modèle d'effondrement impliquant des processus stochastiques colorés dont la solution exacte est connue.
La première hypothèse de la théorie GRW est que la fonction d'onde (ou vecteur d'état) représente la description la plus précise possible de l'état d'un système physique. C'est une caractéristique que la théorie GRW partage avec l' interprétation standard de la mécanique quantique, et la distingue des théories de variables cachées, comme la théorie de De Broglie-Bohm, selon laquelle la fonction d'onde ne donne pas une description complète d'un système physique. La théorie GRW diffère de la mécanique quantique standard sur les principes dynamiques selon lesquels la fonction d'onde évolue,. Pour des questions plus philosophiques liées à la théorie GRW et pour les théories de l'effondrement en général, on peut se référer à l'ouvrage de Giancarlo Ghirardi.
- Chaque particule d'un système décrit par la fonction d'onde multi-particules {\displaystyle |\psi \rangle } subit indépendamment un processus de localisation spontanée (ou saut):

{\displaystyle |\psi \rangle \rightarrow {\frac {|\psi _{x}^{i}\rangle }{\sqrt {\langle \psi _{x}^{i}|\psi _{x}^{i}\rangle }}}} ,
où {\displaystyle |\psi _{x}^{i}\rangle ={\hat {L}}_{x}^{i}|\psi \rangle } est l'état après que l'opérateur {\displaystyle {\hat {L}}_{x}^{i}} a localisé le {\displaystyle i} -ème particule autour de la position {\displaystyle x} .
- Le processus de localisation est aléatoire à la fois dans l'espace et dans le temps. Les sauts sont distribués selon une loi de Poisson dans le temps, avec un taux moyen {\displaystyle \lambda } ; la densité de probabilité pour qu'un saut se produise à la position {\displaystyle x} est {\displaystyle P_{i}(x)=\langle \psi _{x}^{i}|\psi _{x}^{i}\rangle } .
- L'opérateur de localisation a une forme de gaussienne:

{\displaystyle {\hat {L}}_{x}^{i}=\left({\frac {1}{\pi r_{C}^{2}}}\right)^{\frac {3}{4}}e^{-{\frac {({\hat {q}}_{i}-x)^{2}}{2r_{C}^{2}}}}} ,
où {\displaystyle {\hat {q}}_{i}} est l'opérateur de position de la {\displaystyle i} -ème particule, et {\displaystyle r_{C}} est la distance de localisation.
- Entre deux processus de localisation, la fonction d'onde évolue selon l' équation de Schrödinger .

Ces principes peuvent être exprimés de manière plus compacte avec le formalisme des opérateurs statistiques. Puisque le processus de localisation est poissonien, dans un intervalle de temps {\displaystyle dt} il y a une probabilité {\displaystyle \lambda dt} qu'un effondrement se produise, c'est-à-dire que l'état pur {\displaystyle \rho =|\psi \rangle \langle \psi |} se transforme en le mélange statistique suivant:
{\displaystyle {\hat {T}}_{i}[\rho ]\equiv \int dx\,{\hat {L}}_{x}^{i}|\psi \rangle \langle \psi |{\hat {L}}_{x}^{i}} .
Dans le même intervalle de temps, il y a une probabilité {\displaystyle 1-\lambda dt} que le système continue d'évoluer selon l'équation de Schrödinger. En conséquence, l'équation principale GRW pour {\displaystyle N} particules indique
{\displaystyle {\frac {d}{dt}}\rho (t)=-{\frac {i}{\hbar }}[{\hat {H}},\rho (t)]-\sum _{i=1}^{N}\lambda _{i}\left(\rho (t)-{\hat {T}}_{i}[\rho ]\right)} ,
où {\displaystyle {\hat {H}}} est l'Hamiltonien du système, et les crochets désignent un commutateur .
Deux nouveaux paramètres sont introduits par la théorie GRW, à savoir le taux d'effondrement {\displaystyle \lambda } et la distance de localisation {\displaystyle r_{C}} . Ce sont des paramètres phénoménologiques, dont les valeurs ne sont fixées par aucun principe et doivent être comprises comme de nouvelles constantes de la Nature. La comparaison des prédictions du modèle avec les données expérimentales permet de borner les valeurs des paramètres (voir modèle CSL). Le taux d'effondrement doit être tel que les objets microscopiques ne soient presque jamais localisés, rejoignant ainsi la mécanique quantique standard. La valeur initialement proposée était {\displaystyle \lambda =10^{-16}\mathrm {s} ^{-1}}, alors que plus récemment Stephen L. Adler a proposé que la valeur {\displaystyle \lambda =10^{-8}\mathrm {s} ^{-1}} (avec une incertitude de deux ordres de grandeur) est plus adéquate. Il existe un consensus général sur la valeur {\displaystyle r_{C}=10^{-7}\mathrm {m} } pour la distance de localisation. Il s'agit d'une distance mésoscopique, de sorte que les superpositions microscopiques restent inchangées, tandis que les superpositions macroscopiques sont effondrées.

## Exemples
Lorsque la fonction d'onde est frappée par un saut soudain, l'action de l'opérateur de localisation se traduit essentiellement par la multiplication de la fonction d'onde par l'effondrement gaussien.
Considérons une fonction d'onde gaussienne avec propagation {\displaystyle \sigma }, centré sur {\displaystyle x=a}, et supposons que celui-ci subisse un processus de localisation à la position {\displaystyle x=a} . On a donc (dans une dimension)
{\displaystyle \psi (x)={\frac {1}{(\pi \sigma )^{\frac {1}{4}}}}\,e^{-{\frac {(x-a)^{2}}{2\sigma ^{2}}}}\quad \longrightarrow \quad \psi _{a}(x)={\hat {L}}_{x=a}\,\psi (x)={\cal {N}}e^{-{\frac {(x-a)^{2}}{2r_{C}^{2}}}}\,e^{-{\frac {(x-a)^{2}}{2\sigma ^{2}}}}} ,
où {\displaystyle {\cal {N}}} est un facteur de normalisation. Supposons en outre que l'état initial est délocalisé, c'est-à-dire que {\displaystyle \sigma \gg r_{C}} . Dans ce cas, on a
{\displaystyle \psi _{a}(x)\simeq {\cal {N}}'e^{-{\frac {(x-a)^{2}}{2r_{C}^{2}}}}} ,
où {\displaystyle {\cal {N}}'} est un autre facteur de normalisation. On constate ainsi qu'après le saut brutal, la fonction d'onde initialement délocalisée est devenue localisée.
Un autre cas intéressant est celui où l'état initial est la superposition de deux états gaussiens, centrés sur {\displaystyle x=-a} et {\displaystyle x=a} respectivement: {\displaystyle \psi (x)={\frac {1}{2(\pi \sigma )^{\frac {1}{4}}}}\,\left[e^{-{\frac {(x+a)^{2}}{2\sigma ^{2}}}}+e^{-{\frac {(x-a)^{2}}{2\sigma ^{2}}}}\right]} . Si la localisation se produit par exemple autour de {\displaystyle x=a} on a
{\displaystyle \psi _{a}(x)={\cal {N}}e^{-{\frac {(x-a)^{2}}{2r_{C}^{2}}}}\left[e^{-{\frac {(x+a)^{2}}{2\sigma ^{2}}}}+e^{-{\frac {(x-a)^{2}}{2\sigma ^{2}}}}\right]={\cal {N}}\left[e^{-{\frac {\sigma ^{2}+r_{C}^{2}}{2\sigma ^{2}r_{C}^{2}}}\,\left(x+{\frac {\sigma ^{2}-r_{C}^{2}}{\sigma ^{2}+r_{C}^{2}}}a\right)^{2}-{\frac {2a^{2}}{\sigma ^{2}+r_{C}^{2}}}}+e^{-{\frac {\sigma ^{2}+r_{C}^{2}}{2\sigma ^{2}r_{C}^{2}}}\,(x-a)^{2}}\right]} .
Si l'on suppose que chaque gaussienne est localisée ( {\displaystyle \sigma \ll r_{C}} ) et que la superposition globale est délocalisée ( {\displaystyle 2a\gg r_{C}} ), on trouve
{\displaystyle \psi _{a}(x)\simeq {\cal {N}}'\left[e^{-{\frac {\left(x+a\right)^{2}}{2\sigma ^{2}}}-{\frac {2a^{2}}{r_{C}^{2}}}}+e^{-{\frac {(x-a)^{2}}{2\sigma ^{2}}}}\right]} .
On voit ainsi que la gaussienne frappée par la localisation est laissée inchangée, tandis que l'autre est exponentiellement supprimée.

## Mécanisme d'amplification
C'est l'une des caractéristiques les plus importantes de la théorie GRW, car elle nous permet de récupérer la mécanique classique des objets macroscopiques. Considérons un corps rigide de {\displaystyle N} particules dont l'opérateur statistique évolue selon l'équation maîtresse décrite ci-dessus. Nous introduisons les opérateurs centre de masse ( {\displaystyle {\hat {Q}}} ) et de position relative ( {\displaystyle {\hat {r}}_{i}} ) , qui nous permettent de réécrire l'opérateur de position de chaque particule comme suit: {\displaystyle {\hat {q}}_{i}={\hat {Q}}+{\hat {r}}_{i}} . On peut montrer que, lorsque le système hamiltonien peut être divisé en un hamiltonien centre de masse {\displaystyle H_{\mathrm {CM} }} et un hamiltonien relatif {\displaystyle H_{r}}, l'opérateur statistique du centre de masse {\displaystyle \rho _{\mathrm {CM} }} évolue selon l'équation principale suivante:
{\displaystyle {\frac {d}{dt}}\rho _{\mathrm {CM} }(t)=-{\frac {i}{\hbar }}[{\hat {H}}_{\mathrm {CM} },\rho _{\mathrm {CM} }(t)]-\sum _{i=1}^{N}\lambda _{i}\left(\rho _{\mathrm {CM} }(t)-{\hat {T}}_{\mathrm {CM} }[\rho _{\mathrm {CM} }(t)]\right)} ,
{\displaystyle {\hat {T}}_{\mathrm {CM} }[\rho _{\mathrm {CM} }(t)]=\left({\frac {1}{\pi r_{C}^{2}}}\right)^{\frac {3}{2}}\int _{\infty }^{\infty }d^{3}x\,e^{-{\frac {({\hat {Q}}-x)^{2}}{2r_{C}^{2}}}}\,\rho _{\mathrm {CM} }(t)\,e^{-{\frac {({\hat {Q}}-x)^{2}}{2r_{C}^{2}}}}} .
On voit donc que le centre de masse s'effondre avec un rythme {\displaystyle \Lambda } qui est la somme des taux de ses constituants: c'est le mécanisme d'amplification. Si pour simplifier on suppose que toutes les particules s'effondrent avec la même vitesse {\displaystyle \lambda }, on obtient simplement {\displaystyle \Lambda =N\,\lambda } .
Un objet qui se compose d'un nombre de nucléons de l'ordre du nombre d'Avogadro ( {\displaystyle N\simeq 10^{23}} ) s'effondre presque instantanément: les valeurs de GRW et d'Adler {\displaystyle \lambda } donner respectivement {\displaystyle \Lambda =10^{7}\,\mathrm {s} ^{-1}} et {\displaystyle \Lambda =10^{15}\,\mathrm {s} ^{-1}} . La réduction rapide des superpositions d'objets macroscopiques est ainsi garantie, et la théorie GRW récupère efficacement la mécanique classique des objets macroscopiques.

## Autres caractéristiques
Nous passons brièvement en revue d'autres caractéristiques intéressantes de la théorie GRW.
- La théorie GRW fait des prédictions différentes de celles de la mécanique quantique standard et, en tant que telle, peut être testée par rapport à elle (voir le modèle CSL).
- Le bruit d'effondrement frappe à plusieurs reprises les particules, induisant ainsi un processus de diffusion ( mouvement brownien ). Cela introduit une quantité constante d'énergie dans le système, conduisant ainsi à une violation du principe de conservation de l'énergie. Pour le modèle GRW, on peut montrer que l'énergie croît linéairement dans le temps avec le taux {\displaystyle \lambda \hbar ^{2}/4mr_{C}^{2}}, ce qui pour un objet macroscopique équivaut à {\displaystyle \simeq 10^{-14}\mathrm {erg\,\,s} ^{-1}} . Bien qu'une telle augmentation d'énergie soit négligeable, cette caractéristique du modèle n'est pas satisfaisante. Pour cette raison, une extension dissipative de la théorie GRW a été étudiée[14].
- La théorie GRW ne permet pas des particules identiques. Une extension de la théorie avec des particules identiques a été proposée par Tumulka[15].
- GRW est une théorie non relativiste, son extension relativiste pour les particules non interagissantes a été étudiée par Tumulka[16], alors que les modèles interactifs sont encore à l'étude.
- L'équation principale de la théorie GRW décrit un processus de décohérence selon lequel les éléments hors de la diagonale de l'opérateur statistique sont supprimés de manière exponentielle. C'est une caractéristique que la théorie GRW partage avec d'autres théories d'effondrement: celles qui impliquent des bruits blancs sont associées aux équations maîtresses de Lindblad [17] tandis que le modèle QMUPL coloré suit une équation maîtresse gaussienne non-markovienne[18],[19].